# Mulino Bianco
Mulino Bianco (littéralement Moulin Blanc en italien) est une marque de biscuits italienne lancée en 1975-1976 par le groupe Barilla.
Au milieu des années 80, ces produits sont distribués en France sous ce nom de « Moulin Blanc » ; par contre au début des années 2020 le nom du produit vendu en France est en italien comme l'ensemble des indications sur l'emballage.[réf. souhaitée]

## Produits
- Camille
- Libelle
- Pan di Stelle
- Baiocchi

- Macine

- Cuor di Mela